# The Secret Is Love
Chansons représentant l'Autriche au Concours Eurovision de la chanson
Get a Life - Get Alive
(2007) Woki mit deim Popo
(2012)
The Secret Is Love est une chanson composée et écrite par Thomas Rabitsch, interprétée par la chanteuse autrichienne Nadine Beiler lors du concours Eurovision de la chanson 2011 à Düsseldorf en Allemagne et représentant l'Autriche.

## Concours Eurovision de la chanson
La chanson termine à la 18e position du classement de la finale du concours.